# 岡本愛衣
岡本 愛衣（おかもと あい、2000年11月8日 - ）は、日本のアナウンサー。広島ホームテレビ在職（2023年 - ）。

## 経歴・人物
- 愛知県西加茂郡三好町（現：みよし市）出身。
- 法政大学法学部卒業。法政大学自主マスコミ講座出身[1]。大学の自身の卒業式である第141回学位授与式（卒業式）では午後の部の司会を担当した[2]。
- 大学時代はお祭り好きが高じてよさこいに熱中したことを語っている[3]。
- 大学卒業と共に広島ホームテレビに入社。2023年4月1日放送の『ひろしま深掘りライブ フロントドア』で初鳴きを果たす[4]。
- 実姉はフリーアナウンサーの岡本桃香（元山梨放送）[5][6]。
- フジテレビアナウンサー原田葵は、大学時代からの友人[7]。
- 広島テレビ井上沙恵アナウンサーと仲良しで、岡本のインスタグラムに時々登場する。

## 担当番組
- ひろしま深掘りライブ フロントドア
- ピタニュー

過去
- 全力投球!コットン100%（ナレーション）